# Jagger und Spaghetti
Jagger und Spaghetti ist eine deutsche Filmkomödie von Karsten Wichniarz, die am 19. Januar 1984 unter dem Titel Jagger & Spaghetti – Die Superbluffer ihre Uraufführung beim Filmfestival Max Ophüls Preis in Saarbrücken feierte und im selben Jahr in die deutschen Kinos kam und am 2. Juli 1985 im ZDF ausgestrahlt wurde.

## Handlung
Zwei junge Männer aus Hamburg kommen mit ihrem Leben nicht zurecht. Der eine heißt Fragetti und wird von allen nur Spaghetti genannt. In der Werkstatt seines Fernsehladens versucht Spaghetti gebrauchte Radio- und Fernsehgeräte zu reparieren, was ihm aber oft nicht gelingt. Anschließend wirft er die Geräte aus dem Fenster. Der andere Mann, Jagger, ein scheinbar geistig Zurückgebliebener ist arbeitslos und wohnt noch bei seiner Tante. Er ist träge und liest am liebsten Fix-und-Foxi-Hefte.
Derweil erhält Spaghetti von seinem alten Kumpel Krischan vom Hamburger Kiez Hehlerware, zweihundert Fernseher. Auch Jagger gerät in Schwierigkeiten. Seine Tante schmeißt ihn aus der Wohnung und er zieht in den Hauptbahnhof, wo er nun „wohnt“. Dort lernen sich Jagger und Spaghetti kennen. Die beiden vom Pech Verfolgten planen einen riesigen Coup. Doch trotz der großen Sprüche, die Jagger klopft, spitzt sich die Situation der beiden noch zu. Zusammen bekommen Jagger und Spaghetti erst recht nichts hin.

## Hintergrund
Der Kinoverleiher des Filmes soll von Jagger und Spaghetti begeistert gewesen sein, aber als er für den Kinostart des Filmes noch nach einer geeigneten Vermarktung suchte, kam Stephan Schwartz, einer der beiden Hauptdarsteller des Filmes auf „eine verhängnisvolle Idee“, wie das Webzine Zauberspiegel-Online berichtet. „Er ließ sich im Schneidersitz auf dem Kühler eines Rolls-Royce fotografieren und lancierte dazu die Meldung, er habe seinen Film dem indischen Guru Bhagwan geschickt, der sich dafür mit einem Rolls-Royce revanchiert habe. Tatsächlich erregte das Foto in der Bild-Zeitung jede Menge Aufmerksamkeit. Aber die kam nicht dem Film zugute, sondern schadete bloß Stephan Schwartz.“ Die darauf folgende Kinoauswertung des Films verlief nicht erfolgreich. Im Rahmen der späteren Fernsehausstrahlung erhielt Jagger und Spaghetti allerdings gute Kritiken.

## Kritiken
„Zwei junge Männer, die mit dem Leben nicht zurechtkommen, versuchen, einen großen Coup zu landen, fallen aber herein. Groß angelegtes, jedoch flach und steril inszeniertes Lustspiel, dessen Gags nicht recht zünden.“

## Auszeichnungen und Nominierungen
- 1984: Nominierung für den Max-Ophüls-Preis beim Filmfestival Max Ophüls Preis für Karsten Wichniarz

## Trivia
- Bodo Staiger, der Sänger der Band Rheingold, war mitverantwortlich für die Filmmusik.
- Sławomir Idziak, der polnische Kameramann des Filmes, ist mittlerweile international bekannt und erhielt für seine Kameraarbeit bei Black Hawk Down von Ridley Scott eine Oscarnominierung.